# SG ASC/VfV Spandau
Die SG ASC/VfV Spandau war eine Spielgemeinschaft (SG) aus Spandau (Berlin). Die Spielgemeinschaft setzte sich aus dem Askanischen Sportclub (ASC) Spandau und dem Verein für Volkssport (VfV) Spandau zusammen. Die Handballspielgemeinschaft betrieb Frauen- und Herren-Mannschaften sowie Nachwuchsteams.
Zu den Erfolgen der Spielgemeinschaft hat vor allem das erste Frauen-Team beigetragen, welches nach der Regionalliga-Saison 1989/1990 in die 2. Handball-Bundesliga aufstieg und dort von der Saison 1990/1991 bis zur Saison 1993/1994 spielte. Nach der Regionalliga-Saison 1999/2000 stieg die SG freiwillig in die Oberliga ab. In der Saison 2011/2012 spielt das Team in der Handball-Oberliga Ostsee-Spree.
Die SG ASC/VfV Spandau wurde wieder aufgelöst und die Handballabteilung im Verein VfV Spandau weitergeführt.
Zu den bekannten ehemaligen Spielern gehört Colja Löffler.

## VfV Spandau
Der Verein für Volkssport Spandau 1922 e. V. wurde 1922 mit den Abteilungen Leichtathletik und Handball gegründet Derzeit hat er über 1000 Mitglieder. Die Hauptbereiche des Vereins sind Handball, Leichtathletik, Tennis, Triathlon, sowie Kinder- und Breitensport.

### Erfolge
Mit dem Askanischen Sportclub (ASC) Spandau setzte sich der Verein für Volkssport (VfV) Spandau zur Spielgemeinschaft SG ASC/VfV Spandau im Bereich Handball zusammen, welche von der Saison 1990/1991 bis zur Saison 1993/1994 in der 2. Handball-Bundesliga (Frauen) spielte. Nach der Saison 2011/2012 in der Handball-Oberliga Ostsee-Spree wurde die SG wieder aufgelöst und die Handballabteilung im Verein VfV Spandau weitergeführt. Aktuell in der Saison 2021/22 spielen sowohl die erste Herren- als auch die erste Damenmannschaft des VfV Spandau bereits mehrere Jahre in der Oberliga Ostsee-Spree, welche im deutschen Handballspielbetrieb die vierthöchste Spielklasse ist. 